# Araneus liberiae
Araneus liberiae là một loài nhện trong họ Araneidae.
Loài này thuộc chi Araneus. Araneus liberiae được Embrik Strand miêu tả năm 1906.